# Извержение Тревехо (1706)
Извержение вулкана Тревехо (Аренас-Неграс) происходило в период с 5 по 14 мая 1706 года, примерно в 8 километрах к югу от города Гарачико, расположенного на севере острова Тенерифе (Испания). В результате извержения был разрушен старый порт Гарачико (самый важный на Тенерифе в то время), что положило конец золотому периоду в истории этого города.

## История
В XVII и XVIII веках порт Гарачико служил важнейшим торговым портом на острове. Отсюда в Америку и Европу отплывали корабли с вином и сахаром. Поселение Гарачико было основано генуэзским банкиром Кристобалем де Понте после завоевания Тенерифе в 1496 году. В городе, обогатившемся благодаря своему порту, имелись дворцы, асьенды, величественные дома, богатые монастыри, а также роскошные церкви. Гарачико является одним из наиболее хорошо сохранившихся и репрезентативных историко-культурных поселений Канарских островов.
Ранним утром 5 мая 1706 года вулкан Тревехо взорвался и стал извергать потоки лавы в море, проходившие из-за рельефа острова через склон крутого ущелья. Извержение опустошило большую часть Гарачико и прежде всего его порт, который был погребён полностью. Всего со склона холма сошло семь потоков лавы.
Британская писательница викторианской эпохи Оливия Стоун во время своего путешествия на Канарские острова в 1883 году засвидетельствовала извержение и описала это событие. Однако сделала она это с преувеличением его катастрофического характера, так извержение на самом деле не стало причиной полного разрушения города.
При извержении погибших не было, так как люди приняли меры по защите себя. Так, например, во время извержения монахини монастыря Непорочного Зачатия были эвакуированы и вернулись обратно лишь спустя два года, хотя сам их монастырь не пострадал в результате извержения .
Потоки лавы, вышедшие к морю, в итоге увеличили территорию муниципалитета, отвоевав её у океана. Кроме того, сформировались естественные лужи и лужицы, известные как Эль-Калетон. Извержение также затронуло часть соседнего города Эль-Танке, хотя и в гораздо меньшей степени.

## Последствия
Извержение вулкана Тревехо, несмотря на свой относительно низкий уровень опасности и отсутствие жертв, оказало существенное влияние на экономику и социальное развитие острова Тенерифе .
В результате него были уничтожены старый порт и важные архитектурные здания Гарачико. Например, потоки лавы остановились у подножия приходской церкви Святой Анны. Однако из-за их достаточной близости к нему, от исходящего от них жара сгорела часть храма, и его пришлось перестраивать в 1714-1721 годах . От извержения также пострадали монастыри Святого Дидака, Святой Клары и Святого Франциска, а также дом графа Ла Гомеры.
После этого стихийного бедствия торговцы стали пользоваться доком Пуэрто-де-ла-Крус, а Гарачико остался небольшим рыбацким портом, постепенно приходя к упадку.
Румынский филолог, историк и профессор Алехандро Чоранеску назвал извержение вулкана Тревехо и его последствия «канарскими Помпеями».